# Menaém bem Saruque
Menaém bem Saruque (também conhecido por Menaém bem Jacó bem Saruque, hebreu: מנחם בן סרוק), foi um lexicógrafo e escritor espanhol-judeu do século X d.C. Ele nasceu em Tortosa por volta de 910-920 e morreu por volta de 970, em Córdova. Foi educado por seu pai, que era professor, mas foi autodidata em diversos assuntos, se tornando o protótipo intelectual judeu em al-Andalus, desempenhando um papel decisivo no nascimento e desenvolvimento da filologia e poesia hebraica andaluza.
Compôs o primeiro dicionário de língua hebraica, um léxico da Bíblia, chamado de Machberet. Esse dicionário estava disponível para os judeus da Europa cristã, bem como para os judeus da Espanha.